# Аризона
 Тази статия е за американския щат.  За кораба вижте Аризона (BB-39).  
Аризона (на английски и на испански: Arizona) е щат разположен в югозападния регион на САЩ. Площ 295 234 km² (3% от територията на САЩ, 6-о място по големина), от които 294 295 km² суша и 939 km² водни площи (0,32%). Население на 1 януари 2018 г. 7 171 646 души (2,19% от населението на САЩ, 15-о място). Столица и най-голям град Финикс.

## История
През 1539 г. испанският францискански монах Маркос де Низа открива части от щата и няколко местни племена, които го обитават. От 1687 до смъртта си през 1711 г. католическият свещеник Еусевио Кино открива и изследва големи територии от Аризона и допринася за християнизацията на местното население и присъединяването на тези земи към испанските владения в Северна Америка. Президентът Линкълн избира името по погрешка от местното име Аризума. Той е четиридесет и осмият щат и е последният от континенталните щати, приет в съюза, основан като щат на 14 февруари 1912 г. Преди това е бил част от Горна Калифорния (испански: Alta California) в Нова Испания. След това е бил част от независимо Мексико и по-късно присъединен към САЩ след Мексиканско-американската война. Най-южната част на щата е присъединена през 1853 г. чрез покупката на Гадсден.

## География
Аризона граничи с щатите Калифорния на запад, Невада на северозапад, Юта на север и Ню Мексико на изток, а на юг с мексиканските щати Сонора и Баха Калифорния, като границата с Мексико е дълга 626 km.
Релефът на щата е предимно планински. Около 60% от територията (централните и северните части) е заета от платото Колорадо, над което се издигат уединени планински масиви, а реките протичащи през него са дълбоко вкопани в каньони. Най-известната забележителност на щата е Гранд Каньон, който се е формирал по течението на река Колорадо в продължение на милиони години. Каньона е с дължина около 447 km и широчина от 6 до 29 km. На около 20 km северно от град Флагстаф се извисява връх Хъмфрис 12633 f, 3851 m най-високата точка на Аризона. В източната част, в Бялата планина се издига връх Болди 11403 f, 3476 m, а в крайния югоизточен ъгъл – връх Чирисахуа 9798 f, 2986 m. В югозападната част се простира източния сектор на пустинята Мохаве и тук в крайния югозападен ъгъл, в коритото на река Колорадо се намира минималната височина на щата – 23 m н.в.
През северната част на щата и по северозападната и западната му граница протича река Колорадо с част от средното и долното си течение. Нейни основни притоци са: леви – Литъл Колорадо (с притоците си Каризо Уош, Зуни, Пуерко, Пуебло Колорадо, Клеър Крийк, Орайби Уош, Динебито Уош, Моенкопи Уош), Катаракт Крийк, Бил Уилямс (с Биг Санди и Санта Мария) и Хила (с притоците си Сан Франсиско, Сан Симон Крийк, Сан Педро, Санта Круз Уош, Блек Ривър с Верде, Сентения Уош); десни – Канаб Крийк и Върджин. На река Колорадо са изградени два големи язовира „Пауел“ (на границата с Юта) и „Мид“ (на границата с Невада).
Южна Аризона е известна с пустинния си климат – много горещи лета и меки зими. Северна Аризона има много по-умерени летни температури и значителни снеговалежи през зимата. Това се дължи на факта, в северната част има планини (например: планината Сан Франциско), гори с борове, ели и смърчове, Колорадското плато, както и големи и дълбоки каньони. В регионите на Флагстаф, Алпайн и Тусон има зимни курорти.
Аризона е един от двата щата (другия е Хавай), които не ползват лятно часово време. Причина за това е високата температура в щата и произтичащото от това нежелание на хората да имат по-дълъг ден през лятото. Изключение е полу-автономната територия на племето навахо, част от която е североизточна Аризона (да не се бърка с окръга Навахо).

## Транспорт
През щата преминават изцяло или частично участъци от 6 междущатски магистрали 10 междущатски шосета:
- Междущатска магистрала  – 178,4 мили (287,0 km), в югозападната част, от запад на изток;
- Междущатска магистрала  – 392,0 мили (630,9 km), в южната част, от запад на изток, в т.ч. през столицата Финикс;
- Междущатска магистрала  – 29,4 мили (47,4 km), в крайния северозападен ъгъл на щата;
- Междущатска магистрала  – 145,8 мили (234,6 km), от юг на север, между градовете Финикс и Флагстаф;
- Междущатска магистрала  – 63,4 мили (102,1 km), в южната част, между градовете Ногалес и Тусон;
- Междущатска магистрала  – 359,1 мили (577,9 km), в северната част, от запад на изток.

- Междущатско шосе  – 402,0 мили (646,9 km), в централната част, от запад на изток, в т.ч. през столицата Финикс;
- Междущатско шосе  – 4,0 мили (6,4 km), в североизточния ъгъл на щата;
- Междущатско шосе  – 126,0 мили (202,7 km), в източната част;
- Междущатско шосе  – 137,8 мили (221,7 km), от град Флагстаф на север до границата с щата Юта;
- Междущатско шосе  – 200,1 мили (322,1 km), в северозападната част;
- Междущатско шосе  – 122,0 мили (196,3 km), в югозападната част;
- Междущатско шосе  – 159,0 мили (255,8 km), в североизточната част;
- Междущатско шосе  – 23,2 мили (37,4 km), в североизточната част;
- Междущатско шосе  – 292,0 мили (469,8 km), в североизточната част, в т.ч. през град Флагстаф;
- Междущатско шосе  – 491,1 мили (790,3 km), в източната част, от юг на север.

## Градове
- Апачи Джънкшън
- Бисби
- Булхед
- Гилбърт
- Глендейл
- Гудиър (град)
- Дъглас
- Каса Гранде
- Кингмън
- Лейк Хавасу Сити
- Мейса
- Ногалес
- Пеория
- Сан Луис
- Сиера Виста
- Тусон
- Финикс
- Чандлър
- Юма

## Административно деление

### Окръзи
Щатът Аризона се дели на 15 окръга:
- С най-голяма площ е окръг Коконино 48 332 km², а с най-малка – окръг Санта Круз 3206 km²;
- С най-многобройно население е окръг Марикопа 4 307 033 души, а с най-малко население – окръг Грийнли 9455 души;
- С най-голяма плътност на населението е окръг Марикопа 180,29 души/km², а с най-малка плътност – окръг Ла Паз 1,76 души/km².

| Окръг          | Площ, km² (място в щата) % от площта на щата | Население (2017 г.) (място в щата) % от населението на щата | Плътност, души/km² | Административен център | Основан               | Образуван от:           |
| -------------- | -------------------------------------------- | ----------------------------------------------------------- | ------------------ | ---------------------- | --------------------- | ----------------------- |
| 01. Апачи      | 29 054, (3), 9,84                            | 71 606, (10), 1,00                                          | 2,46               | Сейнт Джонс            | 24 февруари 1879      | окръг Явапай            |
| 02. Греъм      | 12 020, (12), 4,07                           | 37 466, (13), 0,52                                          | 3,12               | Сафорд                 | 10 март 1881          | окръзи Апачи и Пима     |
| 03. Грийнли    | 4786, (14), 1,62                             | 9455, (15), 0,13                                            | 1,98               | Клифтън                | 10 март 1909          | окръг Греъм             |
| 04. Коконино   | 48 332, (1), 16,37                           | 140 776, (7), 1,96                                          | 2,91               | Флагстаф               | 18 февруари 1891      | окръо Явапай            |
| 05. Кочис      | 16 107, (8), 5,46                            | 124 756, (8), 1,74                                          | 7,75               | Бисби                  | 1 февруари 1881       | окръг Пима              |
| 06. Ла Паз     | 11 691, (13), 3,96                           | 20 601, (14), 0,29                                          | 1,76               | Паркър                 | 1 януари 1983         | окръг Юма               |
| 07. Марикопа   | 23 890, (4), 8,09                            | 4 307 033, (1), 60,06                                       | 180,29             | Финикс                 | 4 февруари 1871       | окръзи Пима и Явапай    |
| 08. Мохаве     | 34 864, (2), 11,81                           | 207 200, (6), 2,89                                          | 5,94               | Кингман                | 9 ноември 1864        | индиански територии     |
| 09. Навахо     | 22 796, (6), 7,72                            | 108 956, (9), 1,52                                          | 4,78               | Холбрук                | 21 март 1895          | окръг Апачи             |
| 10. Пима       | 23 799, (5), 8,06                            | 1 022 769, (2), 14,26                                       | 42,98              | Тусон                  | 9 ноември 1864        | индиански територии     |
| 11. Пинал      | 13 919, (10), 4,71                           | 430 237, (3), 6,00                                          | 30,91              | Флорънс                | 1 февруари 1875       | окръзи Марикопа и Пима  |
| 12. Санта Круз | 3206, (15), 1,09                             | 46 212, (12), 0,64                                          | 14,41              | Ногалес                | 15 март 1899          | окръзи Кочис и Пима     |
| 13. Хила       | 12 419, (11), 4,21                           | 53 501, (11), 0,75                                          | 4,31               | Глоуб                  | 8 февруари 1881       | окръзи Марикопа и Пинал |
| 15. Юма        | 14 294, (9), 4,84                            | 207 534, (5), 2,89                                          | 14,52              | Юма                    | 9 ноември 1864        | индиански територии     |
| 16. Явапай     | 21 051, (7), 7,13                            | 228 168, (4), 3,18                                          | 10,84              | Прескът                | 9 ноември 1864        | индиански територии     |
| Аризона        | 295 234, (6), 3,00                           | 7 171 646, (15), 2,19                                       | 24,29              | Финикс                 | 14 февруари 1912 (48) |                         |